# Черномужский сельсовет
Черномужский сельсовет — сельское поселение в Шарангском районе Нижегородской области.
Административный центр — деревня Черномуж.

## История
Статус и границы сельского поселения установлены Законом Нижегородской области от 15 июня 2004 года № 60-З «О наделении муниципальных образований — городов, рабочих посёлков и сельсоветов Нижегородской области статусом городского, сельского поселения».

## Население
| 2002 | 2010 | 2012 | 2013 | 2014 | 2015 | 2016 |
| ---- | ---- | ---- | ---- | ---- | ---- | ---- |
| 890  | ↘793 | ↘759 | ↘742 | ↘717 | ↘706 | ↘692 |
| 2017 | 2018 | 2019 | 2020 | 2021 |      |      |
| ↘686 | ↘672 | ↘670 | ↘665 | ↗692 |      |      |

## Состав сельского поселения
| №  | Населённый пункт | Тип населённого пункта          | Население |
| -- | ---------------- | ------------------------------- | --------- |
| 1  | Второе Гусево    | деревня                         | ↘3        |
| 2  | Качеево          | деревня                         | ↗72       |
| 3  | Лоскутово        | деревня                         | ↘19       |
| 4  | Макарково        | деревня                         | ↘14       |
| 5  | Марс             | деревня                         | ↘3        |
| 6  | Морозово         | деревня                         | ↘0        |
| 7  | Мосуново         | деревня                         | ↗109      |
| 8  | Пайдушево        | деревня                         | ↘128      |
| 9  | Полозово         | деревня                         | ↘38       |
| 10 | Туманка          | деревня                         | ↗213      |
| 11 | Чемоданово       | деревня                         | ↘1        |
| 12 | Черномуж         | деревня, административный центр | ↘193      |